# Biblioteca Nacional de Israel
A Biblioteca Nacional de Israel (hebraico: הספרייה הלאומית; anteriormente: Biblioteca Judaica Nacional e Universitária - BJNU, hebraico: בית הספרים הלאומי והאוניברסיטאי), é a Biblioteca Nacional de Israel. A biblioteca possui mais de 5 milhões de livros e está localizada no campus Givat Ram da Universidade Hebraica de Jerusalém.
A Biblioteca Nacional possui uma das maiores coleções de Judaica e Hebraica do mundo, e é o repositório de muitos raros e únicos manuscritos, livros e artefatos.

## Galeria

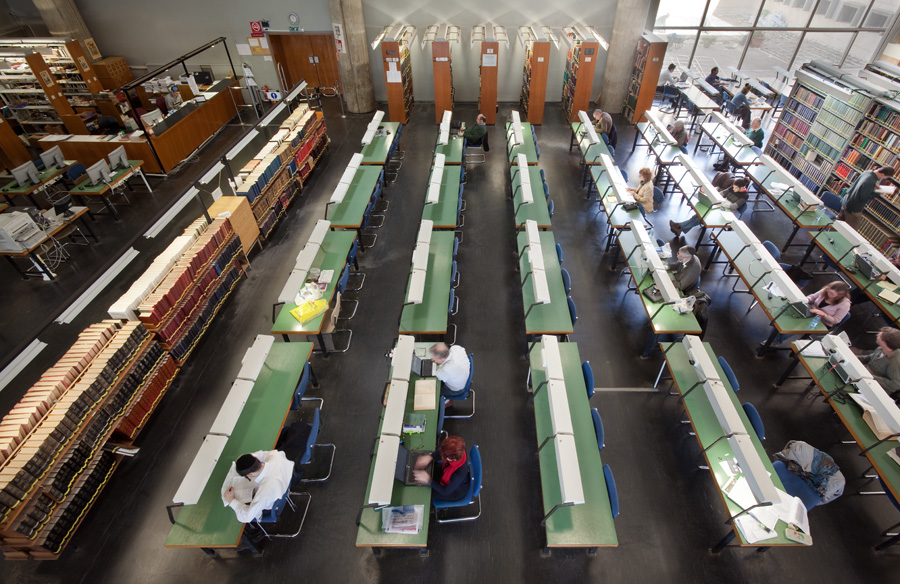
sala de leitura Central
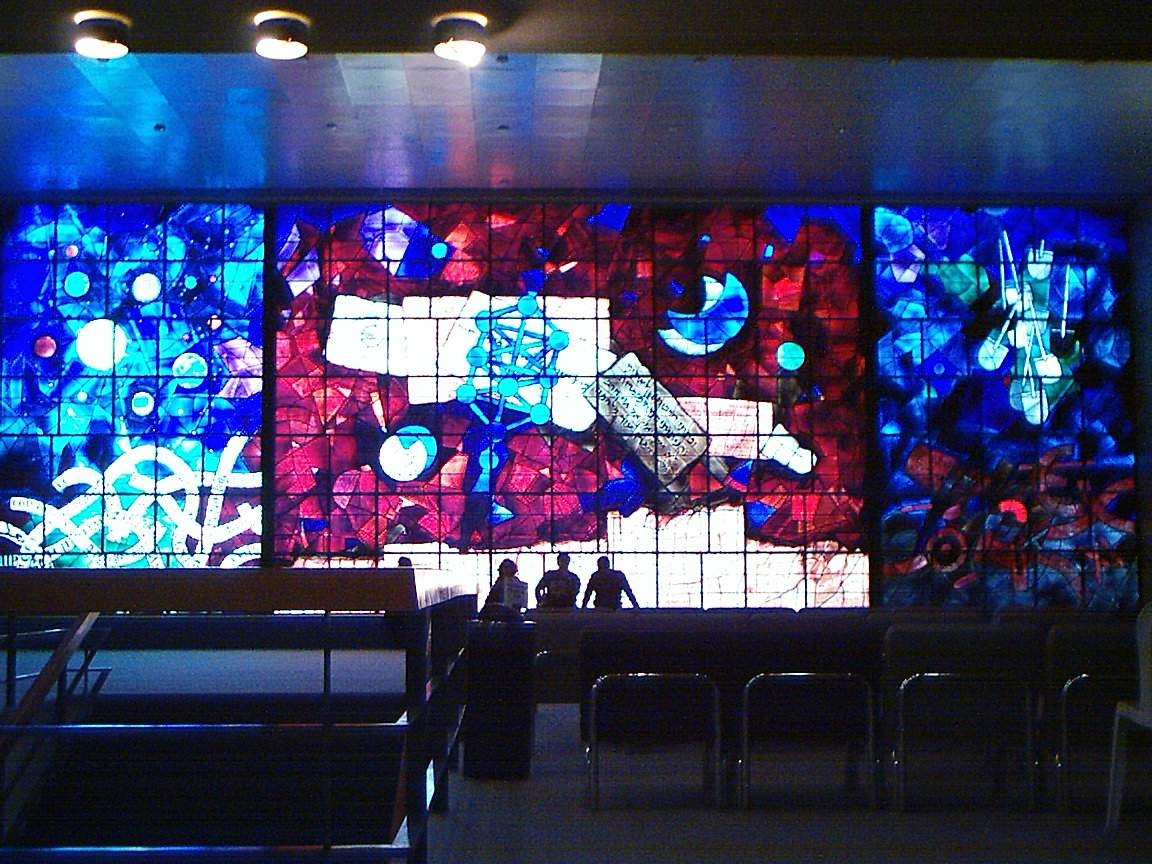
Arden do Windows
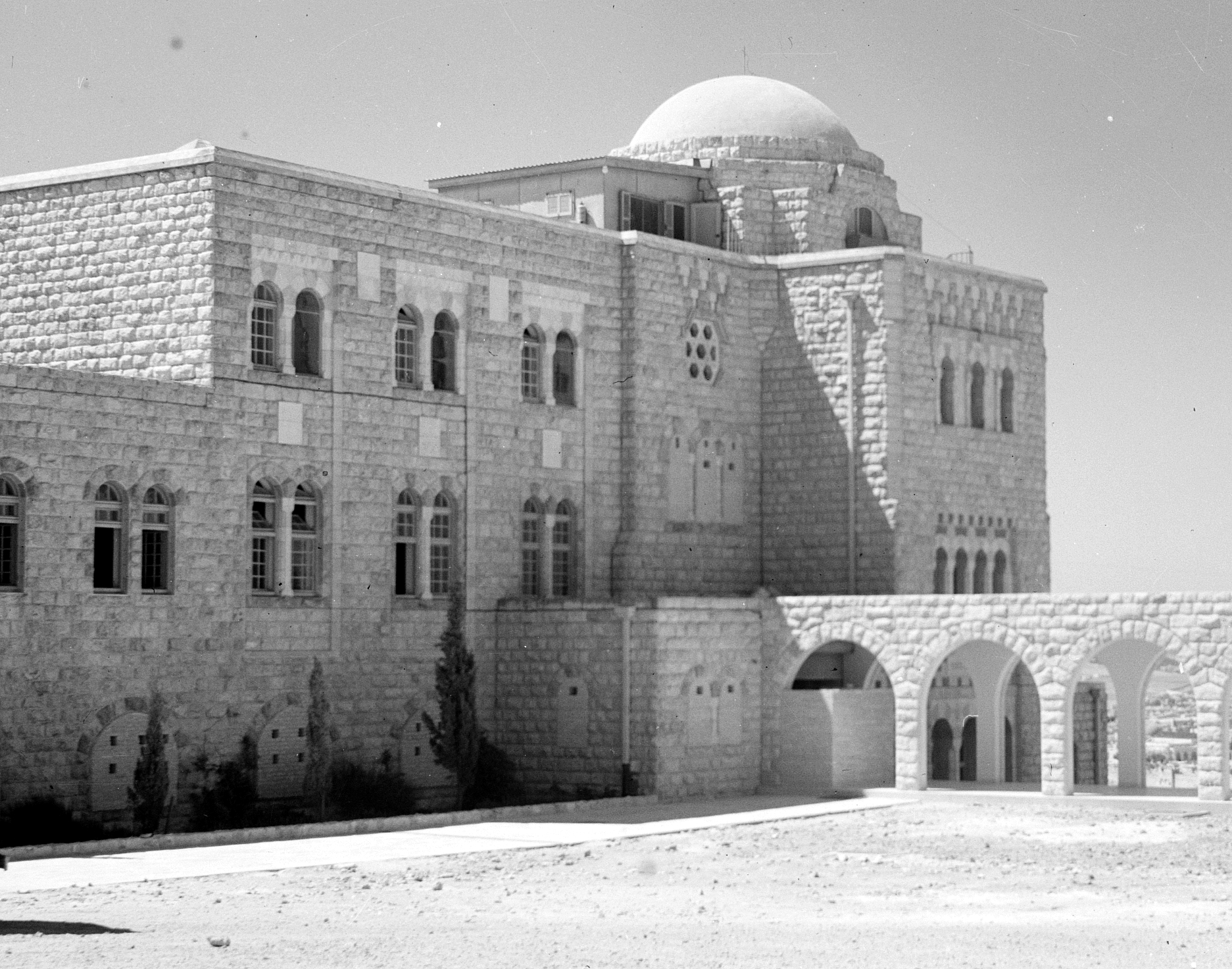
Druhá budova v areáli univerzity v Monte Scopus - 1929
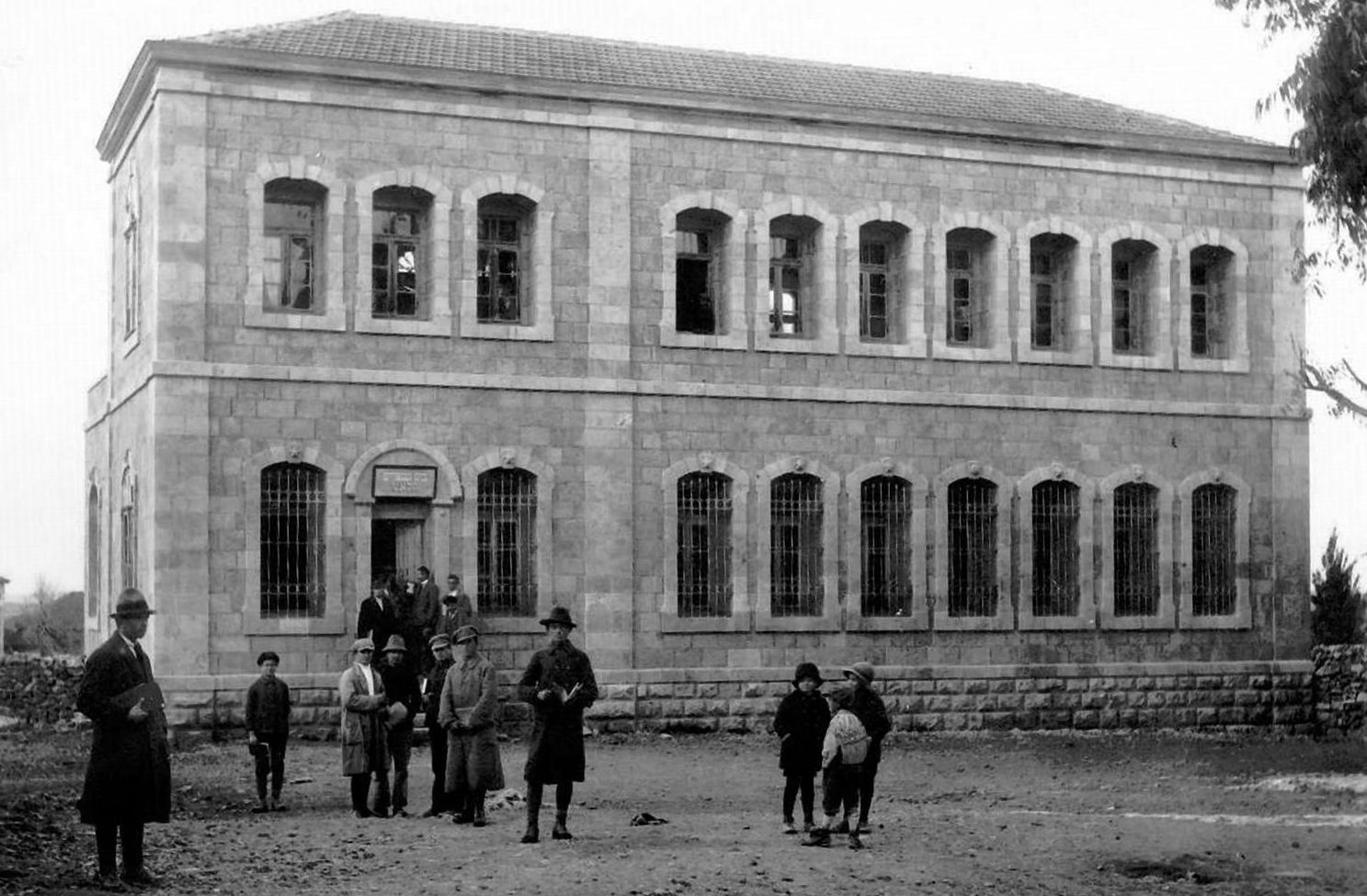
O primeiro edifício no centro de Jerusalém - 1912